# Gandhi-Ashram-Schule
Die Gandhi-Ashram-Schule befindet sich in Kalimpong in den Bergen von Darjeeling in Indien. Sie wurde vom Jesuitenpater Ed McGuire für Kinder gegründet, deren Familien kein Geld für Bildung haben. Der Schwerpunkt der Schule liegt auf der musikalischen Ausbildung. Die Schüler erlernen von der ersten Klasse an ein Streichinstrument, einzelne Schüler der Schule treten auf Konzerttourneen in Europa zusammen mit dort ansässigen Musikern auf. Die Schule verfügt über eine eigene Geigenbauwerkstatt.